# Sigurður Sigurjónsson
Sigurður Sigurjónsson, född 6 juli 1955, är en isländsk skådespelare och manusförfattare. 

## Filmografi (i urval)
- 1980 – Land och söner
- 1983 – Andra dansen
- 1988 – Korpens skugga
- 1993 – Manskören
- 1996 – Djävulsön
- 2015 – Bland män och får
- 2020–2024 – Ministern (TV-serie)